# レスレリアーナのアトリエ 〜忘れられた錬金術と極夜の解放者〜
『レスレリアーナのアトリエ 〜忘れられた錬金術と極夜の解放者〜』（レスレリアーナのアトリエ 〜わすれられたれんきんじゅつときょくやのかいほうしゃ〜）は、コーエーテクモゲームスより配信されているスマートフォン向けアプリケーションゲーム。ジャンルはシネマティック錬金術RPG。2023年9月23日配信開始。略称は「レスレリ」。

## 概要
錬金術によるアイテム作成を主題としたアトリエシリーズの25作目（外伝的作品を除く）。スマートフォン向けアプリゲームとしては初めて正式なナンバリング作品となっている。
採取・調合・戦闘といった歴代アトリエシリーズの要素は盛り込みつつ、スマートフォンに向けて調整されている。
開発はコーエーテクモゲームスの内部ブランドであるガストとTeam NINJA、そしてスマートフォン向けアプリゲームのノウハウを持つアカツキゲームスの共同開発となる。
2024年1月25日にグローバル版（英語・繁体字中国語・簡体字中国語）のサービスを開始（2025年3月28日サービス終了）。
2024年8月31日をもって開発・運営体制が変更。アカツキゲームスが離脱しコーエーテクモゲームス主体へと移行された。
2025年3月6日、メインストーリーシーズン2の開始に伴いタイトルを『レスレリアーナのアトリエ 〜千の国々と万物の管理者〜』へリニューアルすることを発表。
2025年9月26日に本作と世界観を共有するコンシューマ向けタイトル『紅の錬金術師と白の守護者 〜レスレリアーナのアトリエ〜』が発売予定。

## 登場人物

### メインキャラクター
レスナ・シュテルネンリヒト（Resna）
声 - 白砂沙帆 / デザイン - 海鵜げそ
本作の主人公。駆け出しの錬金術士であり、錬金術に対して豊富な知識を持つ「錬金術オタク」でもある。
ヴァレリア（Valeria）
声 - 沼倉愛美 / デザイン - tokki
本作のもう一人の主人公。優れた戦闘力を持っているが、過去の記憶を失っており、それを探している。ハイディとは相棒であり、共に様々な仕事をこなしている。非常に強力な単体攻撃が可能な斬属性アタッカーであり、このゲームの物理アタッカーとしてはトップクラスの総与ダメージを叩き出すことが出来る。これによりスコアバトル、属性塔、イベント等を非常に簡単に突破できるので入手しておいて損はない。
アルビーナ・ジムロック
声 - 後藤彩佐 / デザイン - 92M
シーズン2の主人公。ノーヴァ神聖国の錬金術師。前述のヴァレリア含む斬属性のキャラクターを更に強化することが可能なサポーターである。
イザナ・ココシュカ
声 - 田中美海 / デザイン - 海鵜げそ
レスナの親友である獣人の少女。幼いころから騎士に憧れている。鍛冶屋である父の影響で巨大なハンマーを武器として扱う。
既に雷属性アタッカー、斬属性ブレイカー、打属性アタッカーとして実装されているがその性能はどのロールでもあまり良いとは言えない。ただ、シーズン2のイザナは風属性アタッカーとして実装され、最初のターンに確定でバーストを打てるという、唯一無二の性能を誇っている。
ザスキア（Saskia）
声 - 能登麻美子 / デザイン - 海鵜げそ
レスナの錬金術の師匠。明るくさっぱりとした性格。私生活はすぼら。
氷属性のサポーターであり、魔法属性(火、雷、氷、風)の味方を強化することができるがその強化量は微々たるものである。
一方2025年1月に新年イベントで追加されたザスキア(Spring Wishes) /通称〝正月ザスキア〟は絶大な威力の単体攻撃が可能な自己完結型の氷属性アタッカーである上に常時確定クリティカルであり、性能と使いやすさのどちらもヴァレリアを凌ぐ。
ロマン（Roman）
声 - 広瀬裕也 / デザイン - 海鵜げそ
自称「男前な冒険者」。王都でレスナたちに出会い、同行する。風属性アタッカー、氷属性ブレイカー、打属性ディフェンダーとして実装されているが目立たない性能であり使用率も低い。
ユナ・ヴァイツ（Juna）
声 - 長谷川育美 / デザイン - 海鵜げそ
王国騎士の特に重要な役割を担う「白夜の騎士」の一人。突属性アタッカー、打属性アタッカー、雷属性ディフェンダーとして実装されているが率先して使用する程の性能ではない。
ハイディ（Heidi）
声 - 大空直美 / デザイン - tokki
ヴァレリアの相棒。お調子者な性格で、戦闘は得意ではない。ヴァレリアを戦術面からサポートしている。
火属性サポーター、打属性ブレイカー、風属性アタッカーとして実装されているがインフレの激しい今では弱い部類である。ただ、レスレリ学園で風属性ブレイカーとして実装されたその性能はバフデバフを持ち合わせた風属性の必須ブレイカーになっている。
フロッケ・チェルハ（Flocke）
声 - 大野柚布子 → 広瀬世華 / デザイン - tokki
行商人の少女。ヴァレリア、ハイディと共に暮らしている。
打属性サポーター、突属性ディフェンダーとして実装されており、全体的に汎用性の高い性能をしている。レスレリ学園で登場したフロッケは風属性サポーターとして実装され、風属性を大幅強化する性能になっている。
ランツェ・ダッハ（Lanze）
声 - 小西克幸 / デザイン - tokki
ワイルドな性格の元船乗り。かつては名を馳せた船乗りであったが、現在は酒に溺れる日々を過ごしている。
斬属性アタッカーとして実装されているが、独特のカウンターギミックにより使い勝手が悪く与ダメージも伸びにくいので高難度イベントでの使用はお勧めできない。
マクダ・キュプカー
声 - 大久保瑠美 / デザイン - tokki
「喧嘩屋マクダ」の通り名を持つ少女。月影の会に所属していたが、依頼で王都から離れていたため、月影の会が壊滅していたことを知らなかった。
突属性ブレイカーとして実装され、バトル開始後1ターン目に相手のブレイクゲージを強制的に0にする強制ブレイクを行うことが出来る。
ブラッドリー・カーン
声 - 田丸篤志 / デザイン - 海鵜げそ
「錬金爵」と呼ばれる、錬金術の監査を行う青年。ロマンとは学生時代からの友人。
突属性のサポーターであり、敵に突属性耐性ダウンと被ダメージ上昇のデバフを付与することができる。

### 月影の会
“鴉”（Crow） / ヨハナ
声 - 芹澤優 / デザイン - NOCO
仮面を被った少女。とある理由からヴァレリアを狙っている。

本名はヨハナ。月影の会壊滅後はレスナによって連れ出され、彼女と交友を深めていくうちに年相応の少女のようになっていく。
斬属性アタッカー及び氷属性アタッカーとして実装されている。
オリバー
月影の会の会長。

### 極夜の錬金党
ララ・トロッケル（Lara）
声 - 愛原ありさ / デザイン - NOCO
錬金術士の一人。錬金術を自分の欲望のために使用しており、人の幸せのために錬金術を扱うレスナとは対立している。
斬属性アタッカー、斬属性ディフェンダー、氷属性ブレイカーとして実装されており、後者は強力なブレイク性能と同時にアタッカーを大幅に強化することができる。
ジェロン・ディーゼル（Geron）
声 - 中村悠一 / デザイン - NOCO
錬金術士の一人。体の一部が獣化している。目的のためには他人を力でねじ伏せることも平気で行う。
斬属性ディフェンダーとして実装されており、自身のHP10%の自傷ダメージと引き換えに敵の攻撃を1回無効化する事ができる。
アンチュ・モルトケ（Antje）
声 - 石見舞菜香 / デザイン - NOCO
錬金術士の一人。クリセルダを友人として慕っている。
雷属性サポーター及び斬属性アタッカーとして実装されており、前者は大量かつ永続のデバフを付与することができるので雷属性のパーティーを組むなら必須級のキャラクターだが後者はヴァレリアの下位互換のような性能となっている。
ワルター・マン（Walther）
声 - 平川大輔 / デザイン - NOCO
錬金術士の一人。研究者肌であり、常に新たな知識を求めて探求している。
雷属性アタッカーであり、強力なダメージ倍率を誇る単体攻撃とBURST技による全体攻撃を使い分けることができる。
クリセルダ（Criselda）
声 - 伊藤静 / デザイン - NOCO
「極夜の錬金党」の党首。目的のために各地で素材の独占を行なっている。
強制ブレイクを行うことができる雷属性ブレイカー及び、斬属性のキャラクターに極めて大幅な強化を付与する斬属性サポーターとして実装されている。
それぞれの属性において彼女を編成することは必須と言っても過言ではない。

### ララ・キングダム
ミーケ・クロンメリン
声 - 千本木彩花 / デザイン - NOCO
ララ・キングダムの名誉国民。ララのことを強く信奉している。
元々はランターナ王国にて装飾店を営んでいたが、自身の生活が小さい範囲でまとまっていることに疑問を持ち、ビッグになりたいという思いからララに従うことになる。
突属性の全体攻撃アタッカーとして実装されているが性能は控えめ。
ディオーナ・グルンドベリ
声 - 佐々木李子 / デザイン - NOCO
ララ・キングダムの名誉国民。ララのことを強く信奉している。
かつては歌姫として注目を集めていた。
斬属性サポーターであり、スキルによって敵の状態異常耐性を下げると同時に麻痺状態を付与し、敵を行動不能にして完封する戦法が可能である。

### その他のキャラクター
エレン・K・セントブルグ
声 - 瑞沢渓
イベント「レスレリ学園」に登場。かつて自警団に所属していた謎の少女。
風属性アタッカーであるが性能は控えめ。

### 歴代キャラクター
過去のアトリエシリーズから客演しているキャラクター。一部はメインストーリーにも登場する。各キャラクターの詳細はそれぞれの作品記事を参照。
| 名前                                     | 声優         | 出典                                                 |
| ---------------------------------------- | ------------ | ---------------------------------------------------- |
| マリー / マルローネ                      | 池澤春菜     | マリーのアトリエ 〜ザールブルグの錬金術士〜          |
| ルーウェン・フィルニール                 | 小杉十郎太   | マリーのアトリエ 〜ザールブルグの錬金術士〜          |
| ミュー・セクスタンス                     | 朝日奈丸佳   | マリーのアトリエ 〜ザールブルグの錬金術士〜          |
| シア・ドナースターク                     | 吉住梢       | マリーのアトリエ 〜ザールブルグの錬金術士〜          |
| エリー / エルフィール・トラウム          | 長沢美樹     | エリーのアトリエ 〜ザールブルグの錬金術士2〜         |
| リリー                                   | 那須めぐみ   | リリーのアトリエ 〜ザールブルグの錬金術士3〜         |
| ユーディー / ユーディット・フォルトーネ  | 神田理江     | ユーディーのアトリエ 〜グラムナートの錬金術士〜      |
| ヴィオラート・プラターネ                 | 下屋則子     | ヴィオラートのアトリエ 〜グラムナートの錬金術士2〜   |
| ヴェイン・アウレオルス                   | 石田彰       | マナケミア 〜学園の錬金術士たち〜                    |
| ロゼ / ロゼリュクス・マイツェン          | 小野大輔     | マナケミア2 〜おちた学園と錬金術士たち〜             |
| ロロナ / ロロライナ・フリクセル          | 門脇舞以     | ロロナのアトリエ 〜アーランドの錬金術士〜            |
| クーデリア・フォン・フォイエルバッハ     | 柴田芽衣     | ロロナのアトリエ 〜アーランドの錬金術士〜            |
| イクセル・ヤーン                         | 立花慎之介   | ロロナのアトリエ 〜アーランドの錬金術士〜            |
| エスティ・エアハルト                     | 佐藤利奈     | ロロナのアトリエ 〜アーランドの錬金術士〜            |
| ステルク / ステルケンブルク・クラナッハ  | 小杉十郎太   | ロロナのアトリエ 〜アーランドの錬金術士〜            |
| トトリ / トトゥーリア・ヘルモルト        | 名塚佳織     | トトリのアトリエ 〜アーランドの錬金術士2〜           |
| ちむ                                     | 大井麻利衣   | トトリのアトリエ 〜アーランドの錬金術士2〜           |
| メルル / メルルリンス・レーデ・アールズ  | 明坂聡美     | メルルのアトリエ 〜アーランドの錬金術士3〜           |
| ミミ・ウリエ・フォン・シュヴァルツラング | 井口裕香     | メルルのアトリエ 〜アーランドの錬金術士3〜           |
| アーシャ・アルトゥール                   | 井上麻里奈   | アーシャのアトリエ 〜黄昏の大地の錬金術士〜          |
| リンカ                                   | 小清水亜美   | アーシャのアトリエ 〜黄昏の大地の錬金術士〜          |
| マリオン・クィン                         | 植田佳奈     | アーシャのアトリエ 〜黄昏の大地の錬金術士〜          |
| キースグリフ・ヘーゼルダイン             | 中田譲治     | アーシャのアトリエ 〜黄昏の大地の錬金術士〜          |
| オディーリア                             | 佐土原かおり | アーシャのアトリエ 〜黄昏の大地の錬金術士〜          |
| ウィルベル・フォル＝エルスリート         | 瀬戸麻沙美   | アーシャのアトリエ 〜黄昏の大地の錬金術士〜          |
| ニオ・アルトゥール                       | 伊瀬茉莉也   | アーシャのアトリエ 〜黄昏の大地の錬金術士〜          |
| レジナ・カティス                         | 水沢史絵     | アーシャのアトリエ 〜黄昏の大地の錬金術士〜          |
| エスカ・メーリエ                         | 村川梨衣     | エスカ&ロジーのアトリエ 〜黄昏の空の錬金術士〜       |
| ロジー / ロジックス・フィクサリオ        | 石川界人     | エスカ&ロジーのアトリエ 〜黄昏の空の錬金術士〜       |
| シャリステラ                             | 小岩井ことり | シャリーのアトリエ 〜黄昏の海の錬金術士〜            |
| シャルロッテ・エルミナス                 | 上坂すみれ   | シャリーのアトリエ 〜黄昏の海の錬金術士〜            |
| ナディ・エルミナス                       | 久川綾       | シャリーのアトリエ 〜黄昏の海の錬金術士〜            |
| ソフィー・ノイエンミュラー               | 相坂優歌     | ソフィーのアトリエ 〜不思議な本の錬金術士〜          |
| プラフタ                                 | 井口裕香     | ソフィーのアトリエ 〜不思議な本の錬金術士〜          |
| モニカ・エルメンライヒ                   | 洲崎綾       | ソフィーのアトリエ 〜不思議な本の錬金術士〜          |
| オスカー・ベールマー                     | 山下誠一郎   | ソフィーのアトリエ 〜不思議な本の錬金術士〜          |
| コルネリア                               | 近藤唯       | ソフィーのアトリエ 〜不思議な本の錬金術士〜          |
| テス・ハイツマン                         | 仲谷明香     | ソフィーのアトリエ 〜不思議な本の錬金術士〜          |
| フィリス・ミストルート                   | 本渡楓       | フィリスのアトリエ 〜不思議な旅の錬金術士〜          |
| イルメリア・フォン・ラインウェバー       | 金子彩花     | フィリスのアトリエ 〜不思議な旅の錬金術士〜          |
| リアーネ・ミストルート                   | 佐藤あずさ   | フィリスのアトリエ 〜不思議な旅の錬金術士〜          |
| リディー・マーレン                       | 長縄まりあ   | リディー&スールのアトリエ 〜不思議な絵画の錬金術士〜 |
| スール・マーレン                         | 赤尾ひかる   | リディー&スールのアトリエ 〜不思議な絵画の錬金術士〜 |
| プラフタ                                 | 井口裕香     | ソフィーのアトリエ2 〜不思議な夢の錬金術士〜         |
| ライザ / ライザリン・シュタウト          | のぐちゆり   | ライザのアトリエ 〜常闇の女王と秘密の隠れ家〜        |
| レント・マルスリンク                     | 寺島拓篤     | ライザのアトリエ 〜常闇の女王と秘密の隠れ家〜        |
| タオ・モンガルテン                       | 近藤唯       | ライザのアトリエ 〜常闇の女王と秘密の隠れ家〜        |
| クラウディア・バレンツ                   | 大和田仁美   | ライザのアトリエ 〜常闇の女王と秘密の隠れ家〜        |
| アンペル・フォルマー                     | 野島裕史     | ライザのアトリエ 〜常闇の女王と秘密の隠れ家〜        |
| リラ・ディザイアス                       | 照井春佳     | ライザのアトリエ 〜常闇の女王と秘密の隠れ家〜        |
| パトリツィア・アーベルハイム             | 大空直美     | ライザのアトリエ2 〜失われた伝承と秘密の妖精〜       |
| ライザ / ライザリン・シュタウト          | のぐちゆり   | ライザのアトリエ3 〜終わりの錬金術士と秘密の鍵〜     |
| クラウディア・バレンツ                   | 大和田仁美   | ライザのアトリエ3 〜終わりの錬金術士と秘密の鍵〜     |
| ユミア・リースフェルト                   | 倉持若菜     | ユミアのアトリエ 〜追憶の錬金術士と幻創の地〜        |
| ヴィクトル・フォン・デューラー           | 古川慎       | ユミアのアトリエ 〜追憶の錬金術士と幻創の地〜        |
| アイラ・フォン・デューラー               | 前田佳織里   | ユミアのアトリエ 〜追憶の錬金術士と幻創の地〜        |
| ルトガー・アーレント                     | 福山潤       | ユミアのアトリエ 〜追憶の錬金術士と幻創の地〜        |
| ニーナ・フリーデ                         | 小松未可子   | ユミアのアトリエ 〜追憶の錬金術士と幻創の地〜        |
| レイニャ                                 | 青山吉能     | ユミアのアトリエ 〜追憶の錬金術士と幻創の地〜        |
| フラミィ                                 | 阿澄佳奈     | ユミアのアトリエ 〜追憶の錬金術士と幻創の地〜        |

## スタッフ
- ストーリー原案・シリーズ構成・シナリオ監修 - タカヒロ
- 「アトリエ」シリーズ監修 - 吉池真一
- キャラクターデザイン - 海鵜げそ、tokki、92M（シーズン2以降）
- キャラクターデザイン・衣装デザイン - NOCO
- 開発 - ガスト、Team NINJA、アカツキゲームス（2024年8月まで）

## 主題歌
主題歌をreche、挿入歌を霜月はるか、佐々木李子、SAK.、セレイナ・アンがそれぞれ担当している。
「最果てへ」
recheによる主題歌。